# María Remedios Yáñez Motos
María Remedios Yáñez Motos (Petrel, 26 de agosto de 1959) es una enfermera y política española, diputada en las Cortes Valencianas.

## Biografía
Es diplomada en enfermería por la Universidad Hogeschool Zeeland de los Países Bajos. Ha trabajado como enfermera ocupando diversos cargos en el Hospital General Universitario de Alicante de 1979 a 1983 y en el Hospital General Universitario de Elda de 1983 a 2003. De 2003 a 2015 fue Directora de Enfermería de Atención Primaria del Departamento de Salud de Elda.
Militante del PPCV fue elegida concejala de sanidad del ayuntamiento de Elda a las elecciones municipales españolas de 2007 y teniente de alcalde a las elecciones municipales españolas de 2011. Posteriormente fue elegida diputada por Alicante a las elecciones a las Cortes Valencianas de 2015. Es miembro de las comisiones de Educación y Cultura y de Sanidad y Consumo de las Cortes Valencianas.
   